# Большая руда (фильм)
«Больша́я руда́» — советский художественный фильм, снятый по одноимённой повести Георгия Владимова.

## Сюжет
Виктор Пронякин (Евгений Урбанский) приехал из армии к невесте (Светлана Жгун), но поняв, что она не хранила ему верность, уехал куда глаза глядят, и в буфете на станции встретил другую. Поработав некоторое время в Крыму, Виктор решает поехать работать на «большую» курскую руду, где работа в самом разгаре — все живут в ожидании первой машины с рудой. Бригадир (Всеволод Санаев) даёт ему побитый МАЗ, но упорный Виктор приводит машину в порядок. Начались дожди, и вывозить нагруженные машины из карьера становится опасно. Однако Виктор продолжает работу, озлобив этим против себя бригаду. Наконец-то он везёт первый ковш «большой руды», но машина опрокидывается на подъёме. Во время операции Виктор умирает. Его жена Тамара едет к нему и видит первый поезд с рудой, радующихся людей, и ещё не знает, что его уже нет в живых.

## В ролях
- Евгений Урбанский — Виктор Пронякин, муж Тамары
- Инна Макарова — Тамара Пронякина, жена Виктора
- Лариса Лужина — Вера
- Станислав Любшин — Антон, экскаваторщик
- Всеволод Санаев — бригадир Мацуев
- Михаил Глузский — опытный шофёр
- Борис Юрченко — Федька
- Роман Хомятов — молодой водитель
- Владимир Трошин — водитель
- Светлана Жгун — Наташа, бывшая невеста Виктора
- Валентин Никулин — Владимир Сергеевич
- Георгий Жжёнов — хирург
- Нина Белобородова — медсестра
- Виктор Рождественский — следователь
- Геннадий Крашенинников — автослесарь

## Съёмочная группа
- Автор сценария: Георгий Владимов
- Режиссёр: Василий Ордынский
- Оператор: Герман Лавров
- Художники: Арнольд Вайсфельд, Иван Пластинкин
- Композитор: Микаэл Таривердиев
- Монтаж: Надежда Аникеева
- Дирижёр: Эмин Хачатурян
- Текст песни: Николая Добронравова
- Поёт Майя Кристалинская (за кадром)

## Отзывы критиков
Редакция «Афиши Daily» в спецпроекте 2021 года, посвящённом советской эстраде, описала фильм так: «Формально производственная драма, это была больше трагедия о труде как единственной цели и опасности борьбы за высокие достижения. И оттого песня, — умиротворяющая баллада <в исполнении Кристалинской> — герой которой обещает обязательно вернуться, под конец приобретает совершенно иные черты».